# Старый Вершаут
Старый Вершаут (тат. Иске Вершаут) — татарское село Лопатинского района Пензенской области, административный центр Старовершаутского сельсовета.

## География
Село расположено в 16 км на юг от райцентра села Лопатино.

## История
Названо «старым» в XIX в. для отличия от его выселка Нового Вершаута. Первопоселенцы – служилые татары, получившие землю в 1704 г. в совместной меже с татарами сёл Карлыган и Пакаевка. По преданию, записанному в 1910 г., их предками являлись подданные хана Мишара, прибывшие из Азии. В 1747 г. – деревня служилых мурз и татар. В 1748 г. – деревня Вершаут Узинского стана Пензенского уезда татар, приписанных к Адмиралтейству, 245 ревизских душ. С 1780 г. – Петровского уезда Саратовской губернии. В 1795 г. – татарская д. Старый Вершаут, 105 дворов, 296 ревизских душ. В 1877 г. – Козловской волости Петровского уезда, 2 мечети. Крестьяне жили бедно: в 1900 г. сумма недоимок по всем сборам составляла 9478 руб., или на десятину надельной земли – 2 руб. 60 коп.
С 1928 года село являлось центром сельсовета Лопатинского района Вольского округа Нижне-Волжского края. С 1935 года в составе Даниловского района Саратовского края (с 1939 года — в составе Пензенской области). В 1955 г. – центральная усадьба колхоза имени 19 партсъезда. В 1980-е гг. – центральная усадьба колхоза имени XXIII съезда КПСС.

## Населения
| 1748  | 1762  | 1795 | 1859  | 1884  | 1897  | 1914  |
| ----- | ----- | ---- | ----- | ----- | ----- | ----- |
| 490   | ↘375  | ↗600 | ↗774  | ↗989  | ↗1230 | ↗1689 |
| 1921  | 1926  | 1939 | 1959  | 1979  | 1989  | 1996  |
| ↗2163 | ↘1910 | ↘904 | ↗1069 | ↘1053 | ↘848  | ↘839  |
| 2002  | 2010  | 2012 | 2013  | 2014  | 2015  | 2016  |
| ↘749  | ↘698  | ↘677 | ↘661  | ↘635  | ↘602  | ↗603  |
| 2017  | 2018  | 2021 |       |       |       |       |
| ↘580  | ↘568  | ↘513 |       |       |       |       |

### Национальный состав
Согласно результатам переписи 2002 года: татары — 99 %.

## Инфраструктура
В селе имеются школа (филиал МБОУ Средняя общеобразовательная школа с. Суляевки), дом культуры, отделение почтовой связи.